# Wissenschaftsforum Ruhr
Das Wissenschaftsforum Ruhr e. V. – Arbeitsgemeinschaft der Forschungsinstitute im Ruhrgebiet ist ein im Jahr 2004 gegründeter Zusammenschluss von Forschungseinrichtungen im Ruhrgebiet, in dem Kontakte der Wissenschaftseinrichtungen untereinander und zu Hochschulen, Politik, Wirtschaft und Verwaltung sowie der Dialog zwischen Wissenschaft und Öffentlichkeit gefördert werden sollen. Das Wissenschaftsforum Ruhr tritt dafür ein, finanzielle Grundlagen und Wettbewerbsfähigkeit der Forschung im Ruhrgebiet zu gewährleisten, um die Innovationskraft der Region zu stärken. Die Geschäftsstelle des Wissenschaftsforum Ruhr e. V. war bis zum Jahr 2012 beim Kulturwissenschaftlichen Institut in Essen und seit 2012 beim Fraunhofer UMSICHT in Oberhausen. Von ursprünglich zwölf Gründungsinstituten stieg die Zahl auf 45 Mitglieder und liegt derzeit bei 29 (Stand: 2023). Kooperationsprojekte innerhalb des Forums betreffen interdisziplinäre Fragestellungen aus Bereichen wie Gesundheit, Klima, Umwelt und gesellschaftlicher Wandel. Zu den Aktivitäten des Wissenschaftsforums Ruhr e.V. zählen die Durchführung diverser Veranstaltungen, gemeinsame Treffen von Mitarbeitern der Mitgliedsinstitute unter dem Dach des Wissenschaftsforums Ruhr und ein monatlicher Newsletter, der über Aktivitäten der Mitgliedsinstitute, Publikationen sowie über Stellenangebote aus dem Forschungsnetzwerk informiert.

## Ziele
Das Wissenschaftsforum Ruhr e. V. verfolgt bei seiner Arbeit folgende Ziele:
- Förderung der Zusammenarbeit regionaler Forschungsinstitute im Ruhrgebiet
- Anregung von Kooperationen und gemeinsamen Projekten
- Kontaktpflege zu den Hochschulen und zu Partnern in Bildung, Kultur, Wirtschaft und Politik
- Stärkung der Wissenschaftskultur im Ruhrgebiet und des Dialogs zwischen Wissenschaft und Öffentlichkeit
- Ein Forum für die Mitgliedsinstitute zu bieten, bei dem in gemeinsamen Treffen über die Umsetzung des Wissenstransfers in die Gesellschaft beraten werden kann.
- Förderung interdisziplinärer Zusammenarbeit
- Stärkung der anwendungsorientierten Forschung

## Geschichte und Profil
Das Wissenschaftsforum Ruhr e.V. hat sich am 5. November 2004 als Verein konstituiert. Zu Beginn wurde das Forschungsnetzwerk gefördert von der Kruppstiftung, später von der Stiftung Mercator. Die Stiftung Mercator förderte das Wissenschaftsforum Ruhr zum einen institutionell, indem sie die Geschäftsstelle des Wissenschaftsforums Ruhr e.V. im kulturwissenschaftlichen Institut Essen von 2008 bis 2011 unterstützte. Zum anderen wurden konkrete Veranstaltungen und Aktivitäten des Wissenschaftsforums Ruhr gefördert (z. B.: internationale Wissenschaftsmesse „Wissenswelten“ am 15. Juli 2011), Veranstaltungen der Reihe „Wissenschaft im Fokus“ (2009–2010), die Ringveranstaltung „Die alternde Gesellschaft – Herausforderungen und Chancen“ (2009–2010). Seit dem Auslaufen der finanziellen Förderung durch die Stiftung Mercator finanziert sich das Netzwerk aus Mitgliedsbeiträgen und Spenden. Ursprünglich entsprachen Kooperationen und Austausch der Mitglieder eher der formalen Clusterung der Institute nach Disziplinen. Im Laufe der Zeit konzentrierte sich die Zusammenarbeit auf wichtige Bereiche des wissenschaftlichen Diskurses, was das Potenzial einer interdisziplinären Zusammenarbeit der Mitglieder besser ausschöpft. In den themenbezogenen Plattformen Gesundheit, Industriekultur sowie Transformation und Nachhaltigkeit  arbeiteten jeweils mehrere Institute des Wissenschaftsforums Ruhr e.V. kontinuierlich zusammen. Die Themenplattformen werden stetig weiterentwickelt und derzeit (Stand 2023) neu konzipiert. Eine transdisziplinäre Öffnung der Plattformen hin zu Administration, Wirtschaft, Politik und Kultur ist beabsichtigt.

## Veranstaltungen
Aus der Arbeitsgemeinschaft der Forschungsinstitute, die unter dem Dach des Wissenschaftsforum Ruhr miteinander vernetzt sind, wurden in der Vergangenheit folgende Veranstaltungen durchgeführt:
- Lebenswirklichkeit und Gesundheit in strukturschwachen Regionen. Multiple Problemlagen – tatkräftige Antworten. Eine Veranstaltung der Forschungsplattform Gesundheit des Wissenschaftsforums Ruhr e.V. in Zusammenarbeit mit der Stadt Gelsenkirchen. 20. Februar 2014[12][13][14]
- Wissenschaft im Fokus: (De-)Stabilisierung einer Region? Der politische Blick auf die Veränderungen in der arabischen Welt (im Rahmen der Reihe „Wissenschaft im Fokus“ des Wissenschaftsforums Ruhr e.V.)[15]
- Internationale Wissenschaftsmesse Wissenswelten Metropole Ruhr (2011)[16][17][18][19][20][21][22]
- Beteiligung an der Aktion Ruhrschnellweg am 18. Juli 2010 (Thema „Die alternde Gesellschaft - Herausforderungen und Chancen“)
- Interdisziplinäre Ringvorlesung „Die alternde Gesellschaft – Herausforderungen und Chancen“ (2010)[23][24][25][26][27][28]
- Wissenschaft Ruhr on Tour - Fokus Mensch (2008)[29][30]
- Energie für Menschen im Ruhrgebiet - Diskussionsveranstaltung (2007)[31][32]
- Wissenschaftsmesse Ruhr (2006)[33]
- Die Geistes- und Kulturwissenschaften, praktisch betrachtet. Über Nutzen, Anwendung und Praxis - Podiumsdiskussion (2006)
- Quo Vadis, Arbeitsmarkt im Ruhrgebiet? - Diskussionsveranstaltung (2006)
- Perspektiven und Potenziale der Gesundheitswirtschaft im Ruhrgebiet (2005)
- Wissenschaft im Ruhrgebiet - Wissenschaftspolitik für das Ruhrgebiet (2005)[34][35]

Neben vielen weiteren Podiumsdiskussionen und wissenschaftlichen Veranstaltungen richten sich Formate wie „Wissenschaft im Wirtshaus“ und virtuelle Vorträge an die breite Öffentlichkeit und greifen gesellschaftlich relevante Themen wie zuletzt die Energiewende, Antisemitismusforschung oder Wissenschaftskommunikation auf.

## Kooperationen
Das Wissenschaftsforum Ruhr e. V. unterstützt Forschungskooperationen und Projekte zwischen den Mitgliedsinstituten und weiteren Partnern.
- UMSICHT-Wissenschaftspreis: UMSICHT-Wissenschaftspreis für Wissenschaftler und Medienschaffende. Verliehen vom Förderverein des Fraunhofer-Instituts für Umwelt-, Sicherheits- und Energietechnik unter der Schirmherrschaft von Prof. Dr. med. Dietrich Grönemeyer.[38]
- Verbundprojekt „Urbane digitale Produktion“: In dem vom Ministerium für Kultur und Wissenschaft des Landes NRW geförderten Projekt (2016–2018) wurde eine Forschungsagenda zu Interaktionsformen für die adaptiven Produktionssysteme der digitalen Wirtschaft in Ballungsräumen entwickelt. Das Wissenschaftsforum Ruhr koordinierte das Projekt in vier Handlungsfeldern, die von jeweils einem Forschungsinstitut bearbeitet wurden: Adaptive Produktion (Fraunhofer UMSICHT), Lebens- und Arbeitswelten (Institut für Landes- und Stadtentwicklungsforschung ILS), Gesundheit in Betrieb und Quartier (Grönemeyer-Institut) sowie Ressourcen und Netze (RWI – Leibniz-Institut für Wirtschaftsforschung).
- Forschungsplattform „Wissenschaftsgeschichte des Ruhrgebiets“: Innerhalb der  Forschungsplattform „Wissenschaftsgeschichte des Ruhrgebiets“ kooperieren sieben Mitgliedsinstitute des Wissenschaftsforums Ruhr e.V. (Haus der Geschichte des Ruhrgebietes Bochum, Institut für Stadtgeschichte Gelsenkirchen, Deutsches Bergbaumuseum, LVR-Industriemuseum, LWL-Industriemuseum, Fritz-Hüser-Institut und die Sozialforschungsstelle Dortmund). Über die Universitätsallianz Ruhr kooperiert die Forschungsplattform auch mit der Ruhr-Universität Bochum, der Universität Duisburg-Essen sowie mit der TU Dortmund. Ziel der Forschungsplattform ist es, Strukturen und Akteure von Wissenschaft und Wissenschaftspolitik vor dem Hintergrund aktueller wissenschaftshistorischer Fragestellungen in den Blick zu nehmen, neue Perspektiven zu entwickeln und der Frage nach einer spezifischen regionalen Signatur von Wissenschaft im Ruhrgebiet nachzugehen. Im Wintersemester 2015/2016 soll mit einer Vortragsreihe eine erste Bestandsaufnahme erfolgen und die Dimensionen einer regionalen Wissenschaftsgeschichte vermessen werden.
- Forschungsplattform "Gesundheit": Die Forschungsplattform "Gesundheit" des Wissenschaftsforums Ruhr e.V. fördert den inhaltlichen Austausch von Wissenschaftlern und Wissenschaftlerinnen des Forschungsinstituts für Kinderernährung Dortmund (FKE), des Grönemeyer Instituts für Mikrotherapie Bochum (GIMT), des Instituts Arbeit und Technik Gelsenkirchen (IAT), des Leibniz Instituts für Arbeitsforschung Dortmund (IfADo), der PROSOZ Herten Softwareentwicklungs- und Beratungsgesellschaft für Gemeinden, Städte und Kreise mbH sowie des Rhein-Ruhr-Institut für Sozialforschung und Politikberatung e.V. Duisburg (RISP). Aus dieser Kooperation heraus entstand im Februar 2014 der Workshop des Wissenschaftsforums "Lebenswirklichkeit und Gesundheit in strukturschwachen Regionen. Multiple Problemlagen - tatkräftige Antworten.[39]
- BMBF Projekt dynaklim: Im Rahmen des Programms „Klimawandel in Regionen zukunftsfähig gestalten (KLIMZUG)“ des Bundesministeriums für Bildung und Forschung (BMBF) entwickelt das auf fünf Jahre angelegte Vorhaben wichtige Bausteine für eine Anpassung der Region Emscher-Lippe an die Auswirkungen des Klimawandels.[40]
- Kooperationsprojekt: Staat, Gesellschaft, Nation: Das jüdische Projekt der integrativen Gesellschaft im 19. Jahrhundert und seine Bedeutung für Gegenwart und Zukunft. Unter dem Titel Staat, Nation, Gesellschaft haben das Duisburger Institut für Sprach- und Sozialforschung (DISS) und das Salomon Ludwig Steinheim-Institut für deutsch-jüdische Geschichte die jüdische Vision einer integrativen Gesellschaft in den Debatten des 19. Jahrhunderts untersucht.[41]
- Kooperationspartner: · Regionalverband Ruhr (RVR) · Metropole Ruhr / Wissensmetropole Ruhr[42] · Metropole Ruhr / Business: Greentech.Ruhr[43] · Dual Career Network Ruhr[44]

## Mitglieder
An der Arbeitsgemeinschaft des Wissenschaftsforum Ruhr e.V. beteiligen sich die folgenden Forschungseinrichtungen aus den unterschiedlichsten Bereichen (Stand 2023):
- Bundesanstalt für Arbeitsschutz und Arbeitsmedizin BAuA
- Deutsches Bergbau-Museum Bochum (DBM), Leibniz-Forschungsmuseum für Georessourcen
- Duisburger Institut für Sprach- und Sozialforschung (DISS)
- Erich-Brost-Institut für Internationalen Journalismus
- Forschungsgesellschaft für Gerontologie e.V. / Institut für Gerontologie an der TU Dortmund
- Fraunhofer-Institut für Materialfluss und Logistik (IML)
- Fraunhofer-Institut für Umwelt-, Sicherheits- und Energietechnik (UMSICHT)
- Fritz-Hüser-Institut für Literatur und Kultur der Arbeitswelt
- IKT – Institut für Unterirdische Infrastruktur
- ILS-Institut für Landes- und Stadtentwicklungsforschung gGmbH
- Institut Arbeit und Qualifikation (IAQ)
- Institut Arbeit und Technik (IAT)
- Institut für Stadtgeschichte Gelsenkirchen ISG
- Institut für Zeitungsforschung
- Institut für Wohnungswesen, Immobilienwirtschaft, Stadt- und Regionalentwicklung (InWIS) / EBZ Business School
- Kulturwissenschaftliches Institut Essen
- Landesarbeitsgemeinschaft Agenda 21 NRW e.V.
- Leibniz-Institut für Analytische Wissenschaften ISAS e.V.
- LVR-Industriemuseum / Museum für Industrie- und Sozialgeschichte
- LWL-Industriemuseum: Westfälisches Landesmuseum für Industriekultur
- Max-Planck-Institut für Chemische Energiekonversion
- N.U.R.E.C. Institute Duisburg e.V.
- Ruhr-Forschungsinstitut für Innovations- und Strukturpolitik (RUFIS)
- RWI – Leibniz-Institut für Wirtschaftsforschung
- Salomon Ludwig Steinheim-Institut für deutsch-jüdische Geschichte
- Stiftung Geschichte des Ruhrgebiets
- Zentrum für Brennstoffzellentechnik ZBT GmbH

## Vorstand
Vorstandsvorsitzende des Wissenschaftsforums Ruhr e. V. sind Görge Deerberg vom Fraunhofer-Institut UMSICHT in Oberhausen und Dietrich Grönemeyer vom Grönemeyer Institut in Bochum.